# منطقة ركمجة

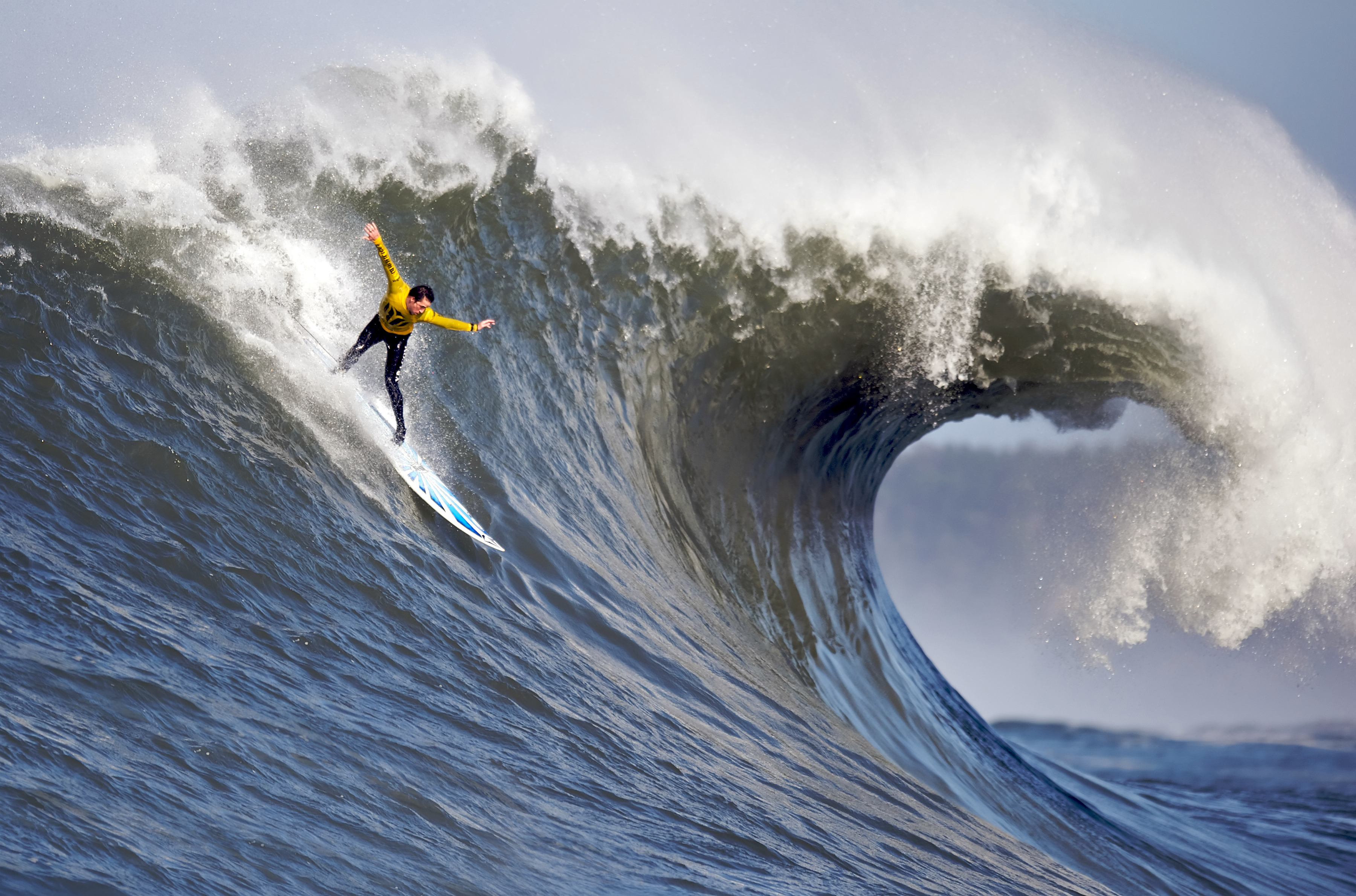
موج منطقة ركمجة

ترتطم موجات المحيطات السطحية عند اقترابها من ضفة الشاطئ لتشكل سطح رغوي فقاعي يعرف بـ«منطقة ركمجة». بعد ارتطام الموجات في المنطقة تلك، يستمر الموج، بعد انخفاض مستوى طوله، بالتقدم مضياً  ليصعد على الوجه المائل للشاطئ مشكلاً تدفق عالي للماء يسمى زحف الموج. يعود الماء للخلف حينها مرة أخرى مشكلاً زحف الموج الخلفي. المنطقة القريبة للضفة حيث يأتي ماء الموج للشاطئ تسمى منطقة ركمجة. أمواج منطقة الركمجة، أو منطقة الارتطام، ضحلة  فهي عادة ما تكون بعمق بين 5 و10 متر (16 و 33 قدم) ، وذلك ما يسبب عدم استقرار الموجات.